# Wyłączenie organu administracji publicznej
Wyłączenie organu administracji publicznej od udziału w sprawie może nastąpić jedynie z mocy prawa (ex lege). W literaturze wskazuje się, że instytucja wyłączenia pracownika przyczynia się do realizacji zasad postępowania administracyjnego: prawdy obiektywnej oraz pogłębiania zaufania obywateli do organów Państwa.
Zgodnie z Kodeksem postępowania administracyjnego organ administracji publicznej podlega wyłączeniu od załatwienia sprawy dotyczącej interesów majątkowych:
- jego kierownika lub jego małżonka, krewnych i powinowatych do drugiego stopnia, osób związanych z nim z tytułu przysposobienia, opieki lub kurateli - wtedy sprawę załatwia organ wyższego stopnia nad organem załatwiającym sprawę,
- osoby zajmującej stanowisko kierownicze w organie bezpośrednio wyższego stopnia lub jego małżonka, krewnych i powinowatych do drugiego stopnia, osób związanych z nim z tytułu przysposobienia, opieki lub kurateli - wtedy sprawę załatwia organ wyższego stopnia nad organem, w którym osoba, powodująca wyłączenie organu, zajmuje stanowisko kierownicze.

Organ wyższego stopnia, który stał się właściwy, może wyznaczyć do załatwienia sprawy inny podległy sobie organ. Jeżeli kierownikiem, którego interesów majątkowych dotyczy sprawa, jest minister albo prezes samorządowego kolegium odwoławczego, organ właściwy wyznacza Prezes Rady Ministrów.
Kolegialny organ administracji publicznej na skutek wyłączenia jego członków może stać się niezdolny do podjęcia uchwały z braku wymaganego kworum - w takiej sytuacji stosuje się odpowiednio przepisy o wyłączeniu organu administracji publicznej. Jeżeli samorządowe kolegium odwoławcze wskutek wyłączenia jego członków nie może załatwić sprawy, minister właściwy do spraw administracji publicznej wyznacza do załatwienia sprawy inne samorządowe kolegium odwoławcze.
Wydanie decyzji administracyjnej przez organ podlegający wyłączeniu stanowi przesłankę wznowienia postępowania.